# Shadowland
Shadowland är en biografi/roman av William Arnold som gavs ut första gången 1978. Boken handlar till stor del om skådespelerskan Frances Farmers liv även om delar av berättelsen är ren fiktion. Boken låg till grund för filmen Frances (1982); Arnold stämde personerna bakom denna film för upphovsrättsintrång, men förlorade till slut.
Nirvanas låt "Frances Farmer Will Have Her Revenge on Seattle" hämtade inspiration från denna bok, då bandet sångare Kurt Cobain hade varit fascinerad av den ända sedan han läste den i sin ungdom.